# Javorski put
Javorski put, stara antička cesta na prostoru Donjokaštelanskog polja. Povezuje tri važna arheološka lokaliteta. Na obali u Resniku je kasno-republikanski rimski grad Siculi koji je imao luku. Javorskim putem stiže se do gradine Velog Bijaća, najvažnijega prapovijesnog naselja na području Kaštelanskog zaljeva. Trasa rimske ceste prolazi s južne strane gradine i nastavlja ka važnoj starohrvatskoj lokaciji, ranokršćanskoj i srednjovjekovnoj crkvi sv. Marte u Bijaćima. Resnik se nalazi na križanju gdje se prometnica Salona - Tragurij odvajala ka unutrašnjosti, Javorskim putem koji je vodio ka rustičnim vilama u polju i Velome Bijaću, Planome i Labinskom dragom u zaleđe.